# Перо Букејловић
Петар „Перо” Букејловић (Бушлетић код Добоја, 9. август 1946) српски је политичар и магистар машинства. Бивши је председник Владе Републике Српске.

## Биографија
Рођен је 9. августа 1946. године у Бушлетићу код Добоја. Дипломирао је на Машинском факултету Универзитета у Сарајеву, а магистрирао машинство у Загребу. Прошао је радни пут од конструктора до генералног директора у предузећу „Трудбеник“ у Добоју.
Обављао је дужност министра индустрије и технологоије у Влади Републике Српске од 2001. до 2003. године. Од јануара 2003. године до избора за предсједника Владе Републике Српске радио у приватном сектору. На месту предсједника Владе, замијенио га је Милорад Додик почетком 2006. године.
Ожењен је и отац једног сина. Живи у Добоју.